# Bezirk Riviera

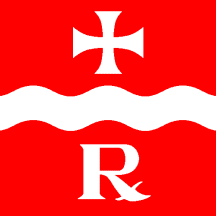
Fahne

Der Bezirk Riviera (ital. Distretto di Riviera, ehem. Landvogtei Reffier) ist ein Bezirk des Schweizer Kantons Tessin. Hauptort ist Riviera. Der Bezirk besteht aus einem einzigen Kreis (circolo).
| Wappen    | Name der Gemeinde | Einwohner (31. Dezember 2023) | Fläche in km² | Einw. pro km² | Kreis   |
| --------- | ----------------- | ----------------------------- | ------------- | ------------- | ------- |
| Biasca    | Biasca            | 6136                          | 59,09         | 104           | Riviera |
| Riviera   | Riviera           | 4262                          | 86,53         | 49            | Riviera |
| Total (2) | Total (2)         | 10'398                        | 145,62        | 71            | (1)     |

## Änderungen im Bestand seit ca. 1803

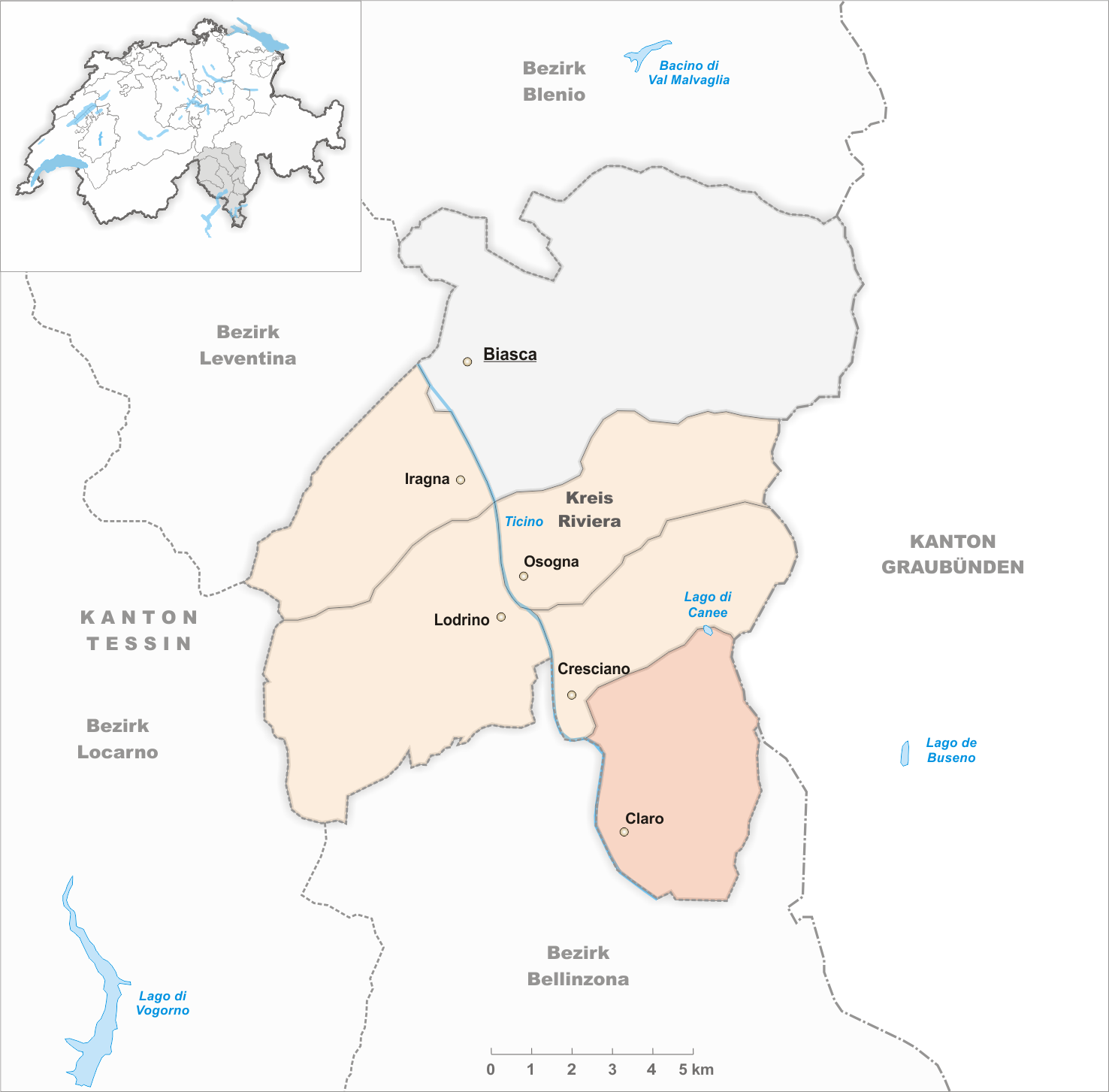
Gemeinden bis 2017

- Die Gemeinden Pontirone und Loderio wurden mit der Gemeinde Biasca zusammengeschlossen
- Die Gemeinde Prosito wurde mit Lodrino fusioniert.
- Die Gemeinden Cresciano, Iragna, Lodrino und Osogna wurden 2017 mit der neuen Gemeinde Riviera zusammengeschlossen. Die Gemeinde Claro TI fusionierte über die Bezirksgrenze hinweg mit Bellinzona.

## Wappen
In Rot ein weisser Querfluss über einem weissen R, überhöht von einem weissen Tatzenkreuz.